# Перет
| pr · D21 | X1 · N5 |

| pr · D21 | X1 · N5 |

Перет — обозначение в древнеегипетском календаре времени подъёма, роста и вызревания растений, урожая после посева, начинавшееся в Верхнем Египте (остров Элефантина), как правило, в начале октября, и в дельте Нила — в середине октября.

## Календарь
В тесной связи с периодом ахет, с самого возникновения исчисления календарного времени в Древнем Египте, стояла богиня Сопдет, воплощением которой была звезда Сириус. Время перет следовало сразу после окончания четвёртого месяца периода ахет. Со времён додинастического Египта и вплоть до окончания эпохи Среднего царства период «перет» включал в себя месяцы ка-хер-ка, шеф-бедет, рекех-вер и рекех-неджес и охватывал промежуток между началом октября и началом февраля. Позднее эти месяцы назывались Тиби, Мехир, Фаменот и Фармути. С началом эпохи Нового царства время перет продолжалось с 29 декабря и до 27 апреля. После времени перет в Древнем Египте наступало время шему (время жары).